# فيرل بايتينز
فيرل بايتينز (بالفرنسية: Veerle Baetens)‏ (و. 1978 – م) هي ممثلة، ومغنية من بلجيكا .

## جوائز وترشيحات
حصلت على جوائز منها:
- جائزة الفيلم الأوروبي لأفضل ممثلة، عن عمل:انهيار الدائرة المكسوره (2013).

ترشحت لـ:
- جائزة الفيلم الأوروبي لأفضل ممثلة، عن عمل:انهيار الدائرة المكسوره (2013).

## روابط خارجية
- فيرل بايتينز على موقع IMDb (الإنجليزية)
- فيرل بايتينز على موقع قاعدة بيانات الأفلام العربية
- فيرل بايتينز على موقع ألو سيني (الفرنسية)
- فيرل بايتينز على موقع ميوزك برينز (الإنجليزية)
- فيرل بايتينز على موقع أول موفي (الإنجليزية)
- فيرل بايتينز على موقع قاعدة بيانات الأفلام السويدية (السويدية)
- فيرل بايتينز على موقع ديسكوغز (الإنجليزية)
- فيرل بايتينز على موقع قاعدة بيانات الفيلم (الإنجليزية)
- فيرل بايتينز على موقع كينوبويسك (الروسية)